# حسن مقدم
حسن مقدم (۱۲۷۷-۱۳۰۴) نمایش‌نامه‌نویس ایرانی بود.
وی به روایتی در بهمن ۱۲۷۶ و به روایتی دیگر در بهمن ۱۲۷۷ در تهران به دنیا آمد و در آبان یا آذر ۱۳۰۴ در سن ۲۷ سالگی بر اثر مرض سل در آسایشگاه لیزن درگذشت. او برادر محسن مقدم بود و خانه و موزه مقدم اقامتگاه خانوادگی او بوده است.
وی نخستین داستان خود را به سال ۱۲۹۵ در استانبول منتشر کرد. عنوان داستان هندوانه بود و در گونه فکاهی نوشته شده‌بود. مجامع ادبی از این کتاب استقبال فراوانی کردند. از دیگر آثار مقدم می‌توان به نرگس، زن حاجی‌آقا، شاهزاده خانم تاجی و حکایت اشاره کرد. عمده شهرت مقدم البته بابت نمایش‌نامه‌های وی از جمله جعفرخان از فرنگ آمده و ایرانی بازی است.

## فعالیت روزنامه‌نگاری
حسن مقدم در سال ۱۹۲۱ در استانبول به همراه ابوالقاسم لاهوتی مجله‌ای به نام پارس را منتشر می‌کردند. مجلۀ پارس دارای دو بخش فارسی و فرانسوی بود که سردبیری بخش فارسی را لاهوتی و سردبیری بخش فرانسوی را مقدم بر عهده داشتند..